# Smidtia fukushii
Smidtia fukushii är en tvåvingeart som beskrevs av Hiroshi Shima 1996. Smidtia fukushii ingår i släktet Smidtia och familjen parasitflugor. Inga underarter finns listade i Catalogue of Life.